# 光エコー

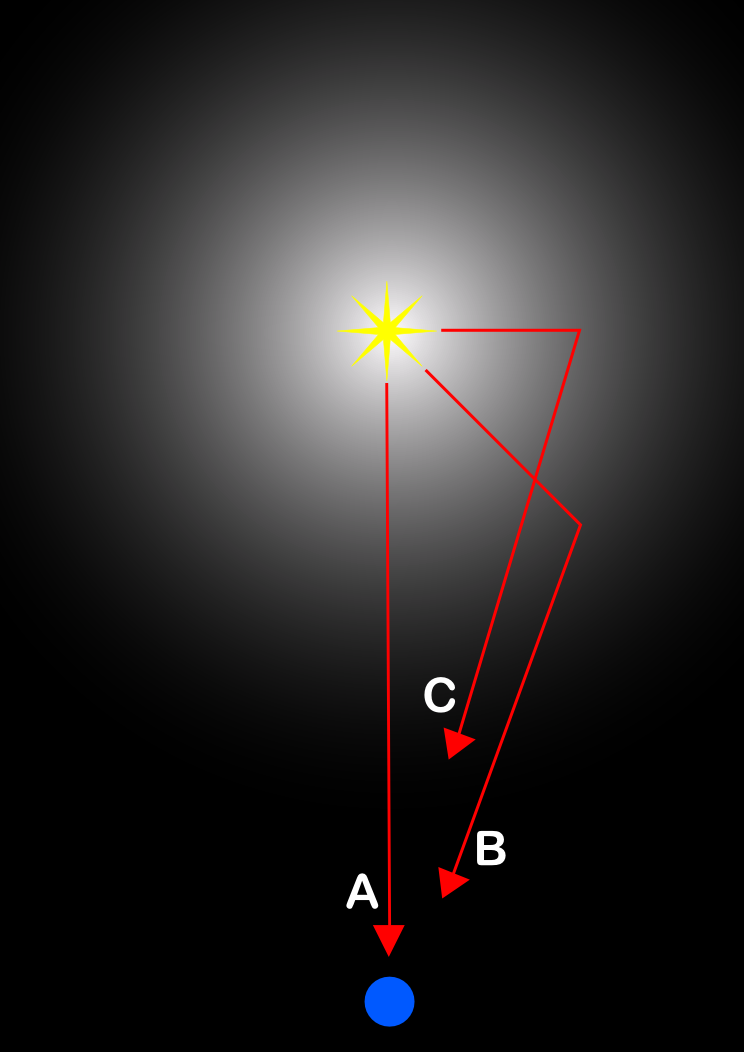
経路Bを通る光は、経路Aを通る光と経路Cを通る光の間の時間に到着する。地球から見ると、経路Bを通る光と経路Cを通る光は、同じ方角から来たように見える。

光エコー（Light echo）は、天文学で観測される現象である。音の残響（エコー）と同様に、超新星爆発のように突然強い光が発生した場合に光エコーが起こり、光源を反射して少し遅れて観測者に届く。その配置から、光エコーは超光速の錯覚を作る。

## 説明
光エコーは、超新星爆発のように急激に明るさを増す物体の初期の光が、間にある星間塵に反射されることにより生じる。観測者の元には、最初に初期の光が届くが、その少し後に星間塵に反射された光も届き始めることになる。光は実際には恒星との間の距離しか前に進んでいないため、光エコーの速さは光速を超えるような錯覚を生む。
右のイラストでは、経路Aを通る光は光源から放出され、最初に観測者に届いている。経路Bを通る光は光源と観測者の間にあるガス雲に反射され、経路Cを通る光は、経路Aの垂線上にあるガス雲に反射される。経路Bと経路Cを通った光は、観測者からは空の同じ点から来るように見えるが、実際には経路Bを通る方がかなり近い。結果として、観測者からは光エコーが光速を超えているように見える。

2つの焦点間の移動は、どこを経由しても長さが変わらない。

光速は不変であるため、同一の閃光から出た全ての光は同じ距離を進んでいるはずである。光が反射されると、光源と地球の間の取りうる経路は、光源と地球を2つの焦点とする楕円体上の反射点に対応する。この楕円体は、時間とともに大きくなっていく。

## 例

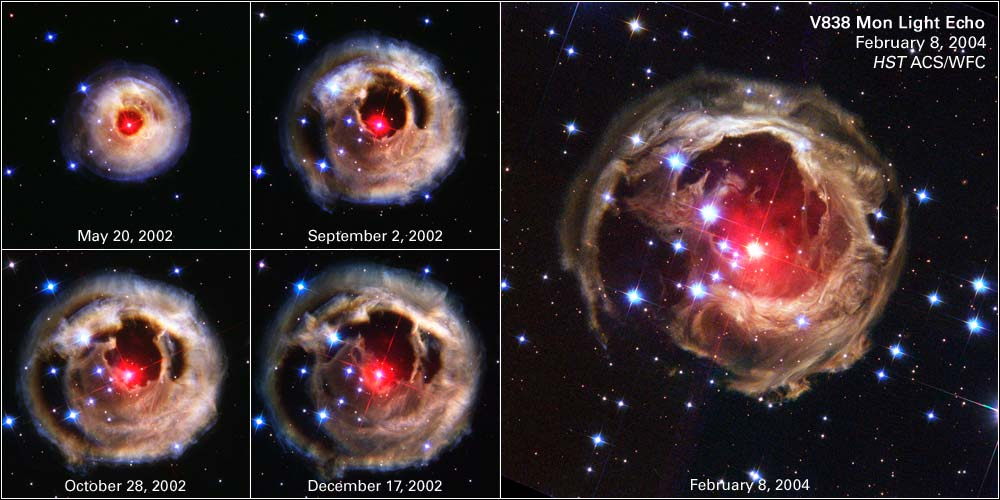
いっかくじゅう座V838星の光エコーの説明図 Credit: NASA/ESA.

ハッブル宇宙望遠鏡によって、2002年に変光星いっかくじゅう座V838星で大規模な爆発が観測された。この爆発によって、直径は数カ月のうちに4光年から7光年に広がり、光速を超えているように見えた。この膨張は2010年まで続くと考えられている。
光エコーは、ケフェイド変光星とも座RS星までの距離を1%の精度で求めるのに用いられた。この結果を報告した論文の主執筆者によると、この測定法で求めた距離は「ケフェイド変光星までの最も正確な距離」ということである。
光エコーは、最近で最も近い超新星爆発であるSN 1993JとSN 1987Aとの関連でも観測された。光エコーが最初に記録されたのは1936年であるが、詳細は研究されなかった。
地球と超新星残骸を焦点とする楕円体を計算し、楕円体がガスや塵の雲と交差する位置を見つけることによって、過去の超新星爆発のかすかな反射を観測することが可能になる。これを用いて、天文学者は望遠鏡が発明されるずっと前に地球に届いた超新星の光のスペクトルを分析することができる。また、それを数百年、数千年前の残骸と比べることもできる。1つの例は1572年に地球で観測されたSN 1572で、2008年に銀河系北部の塵でかすかな光エコーが観測された。光エコーは、数か月や数年おきに撮影したガスや塵の雲の写真を比較し、雲の中に光の波紋が広がる様子が見られることで検出される。光源が未知の場合は、いくつかの観測結果を楕円体に当てはめることで、その位置をピンポイントで特定することができる。
光エコーは、超新星残骸カシオペヤ座Aを残した超新星爆発の研究にも用いられている。カシオペヤ座Aからの光は1660年頃から地球で観測されているが、おそらく塵に隠されたために見えなくなってしまった。別の方角からの反射によって、超新星爆発が、ある方角が別の方角より明るい非対称であるか否かが決定できる。カシオペヤ座Aの元となった爆発は非対称であったと考えられ、カシオペヤ座Aの光エコーを観測によって、2010年に初めて超新星爆発の非対称性が検出された。

## ギャラリー

りゅうこつ座イータ星の光エコー
カシオペヤ座（北）の光エコー。順再生、逆再生。
カシオペヤ座（南）の光エコー。順再生、逆再生。
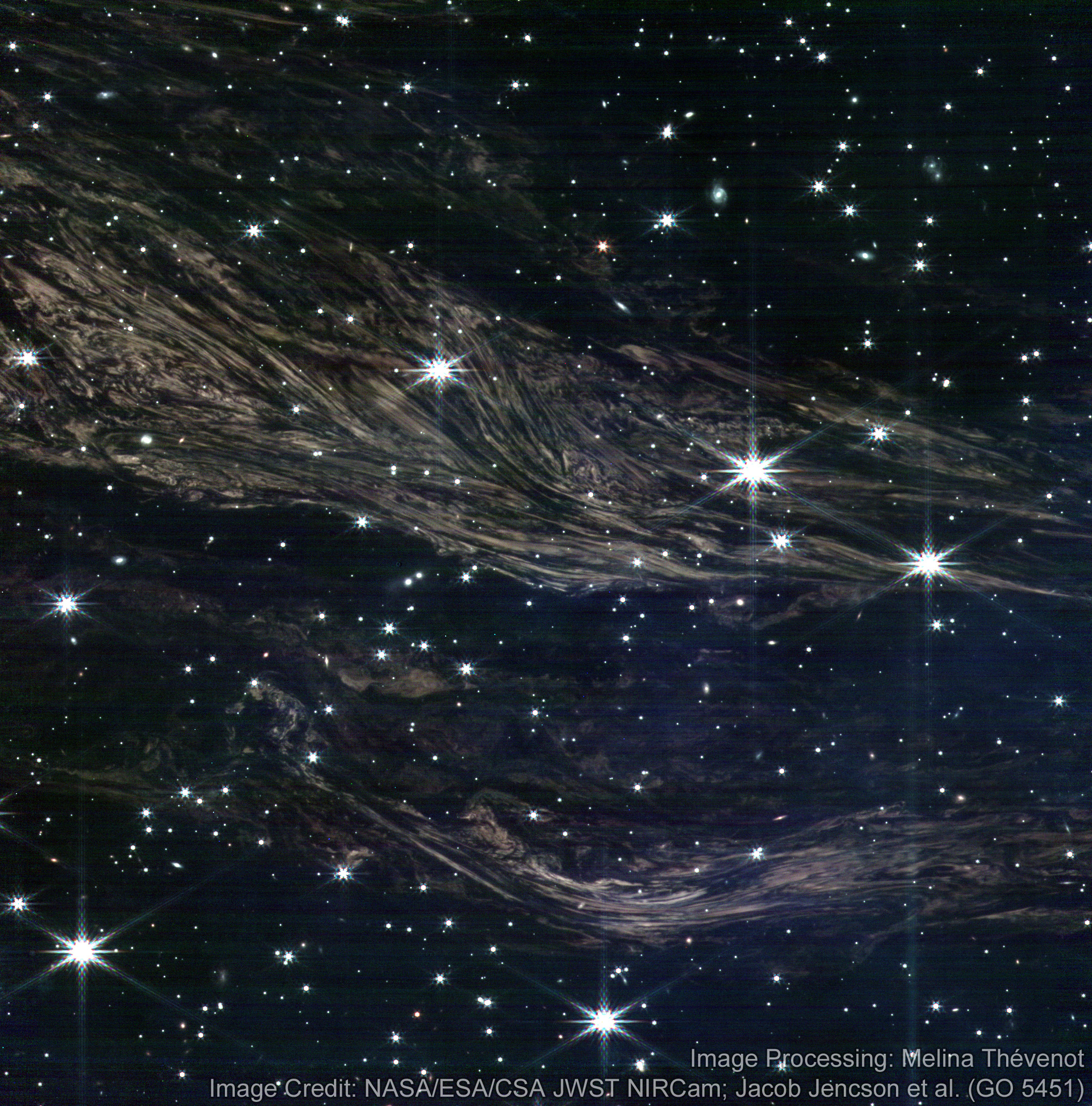
ジェイムズ・ウェッブ宇宙望遠鏡 NIRCam（英語版） によるカシオペヤ座Aの光エコー詳細。
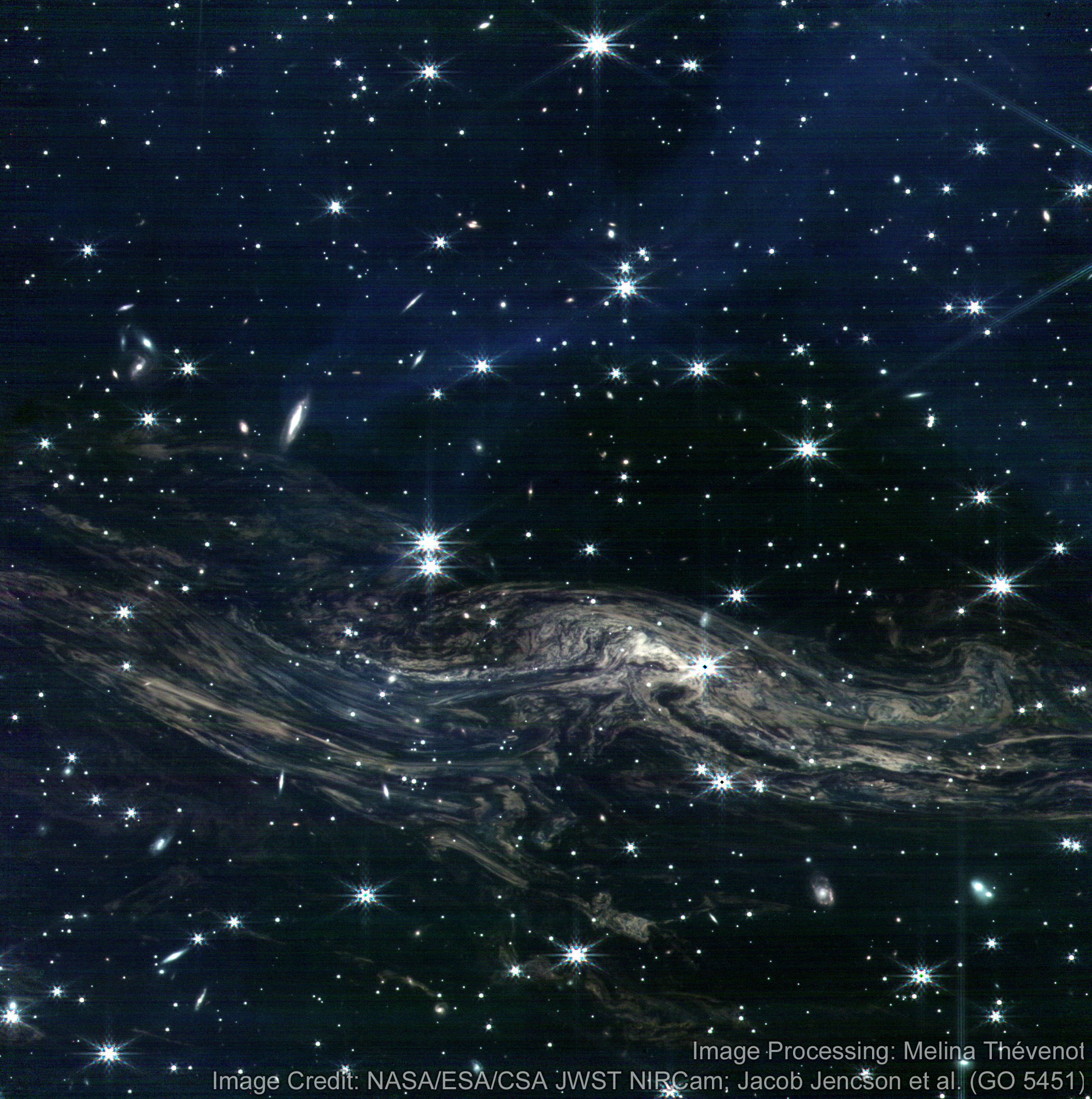
別のジェイムズ・ウェッブ宇宙望遠鏡 NIRCam によるカシオペヤ座Aの光エコー詳細。